# Comitato permanente dell'ufficio politico del Partito Comunista Cinese
Il Comitato permanente dell'ufficio politico del Partito Comunista Cinese, ufficialmente Comitato permanente dell'ufficio politico del comitato centrale del Partito Comunista Cinese, (中国共产党中央政治局常务委员会S, Zhōngguó Gòngchǎndǎng Zhōngyāng Zhèngzhìjú Chángwù WěiyuánhuìP) è un comitato i cui membri variano da 5 a 9 ed include il vertice della leadership del Partito Comunista Cinese.
Non va confuso con il Comitato permanente del Congresso nazionale del popolo che fa le veci del Congresso nazionale del popolo, fra una sessione plenaria e l'altra e ha di fatto poteri legislativi.

## Funzionamento
Il funzionamento interno del Comitato permanente del Politburo non è ben noto, anche se si ipotizza che le decisioni di tale organo siano prese collegialmente o in qualche misura come esito di trattative e di compromessi tra le varie anime dell'Ufficio politico. Sembra, pertanto, che i membri del CPP siano il risultato di una negoziazione fra i vertici della leadership del Partito Comunista. L'insieme dei membri del Comitato è designata dal Comitato centrale del Partito.
Formalmente è il Congresso del partito che elegge i membri del Comitato Centrale, che a sua volta designa il Politburo, compreso il Comitato Permanente. Ma, nella sostanza, il Congresso ha sempre avallato le decisioni prese dall'alto e direttamente dai vertici del Partito. Ogni membro del Comitato Permanente ha un grado (da uno a nove) ed è responsabile di un preciso portfolio.

## Storia
Anche se il CPP esiste fin dall'inizio della Repubblica popolare cinese, l'effettivo potere da esso detenuto è variato a seconda dei periodi. Durante la Rivoluzione Culturale il CPP e il Partito Comunista Cinese erano essenzialmente privi di potere, che era nelle mani dei comitati rivoluzionari istituiti da Mao Tse-tung.
Dopo aver preso il potere nel 1978, uno degli obiettivi di Deng Xiaoping fu di rafforzare il potere del partito, risultato che ironicamente fu egli stesso a minare nel 1989, quando ordinò ai militari di intervenire per fermare la protesta di piazza Tiananmen, andando contro i desideri del CPP, e successivamente alle quali il partito estromise la maggioranza del comitato.
Anche se Jiang Zemin uscì da questo potente comitato per lasciare posto a una più giovane "quarta generazione" di leader guidata da Hu Jintao, Jiang continua ad avere una significativa influenza. I membri del Politburo vengono eletti dal Comitato Centrale del partito. Nel 2002, durante il XVI Congresso del partito, il Comitato Permanente è stato portato a nove membri. Durante il XVIII Congresso del 2012 il numero è stato riportato a 7, come era prima dell'ampliamento voluto da Jiang Zemin.

## Composizione storica del Comitato permanente del politburo del PCC
Il Comitato Centrale viene eletto dai delegati del Congresso Nazionale del Partito che si tiene ogni cinque anni dal 1921, anno del primo congresso del Partito Comunista Cinese.

### VII (ante 1956)
- Mao Zedong
- Zhou Enlai
- Chen Yun (promosso nel 1950 a seguito della morte di Ren Bishi)
- Liu Shaoqi
- Zhu De

Prima del 1956 si era costituito un Comitato permanente de facto, meglio noto come i "cinque grandi". Originariamente, in questa fase, il Comitato permanente definiva il "segretariato" del partito.

### VIII (1956-1969)
- Mao Zedong
- Zhou Enlai
- Chen Yun
- Deng Xiaoping
- Lin Biao
- Liu Shaoqi
- Zhu De

### IX (1969-1973)
- Mao Zedong
- Zhou Enlai
- Chen Boda
- Kang Sheng
- Lin Biao

### X (1973-1977)
- Mao Zedong
- Zhou Enlai
- Dong Biwu
- Kang Sheng
- Li Desheng
- Wang Hongwen
- Ye Jianying
- Zhang Chunqiao
- Zhu De

### XI (1977-1982)
- Deng Xiaoping
- Hua Guofeng
- Li Xiannian
- Wang Dongxing
- Ye Jianying

### XII (1982-1987)
- Deng Xiaoping
- Chen Yun
- Hu Yaobang
- Li Xiannian
- Ye Jianying
- Zhao Ziyang

### XIII (1987-1992)
- Li Peng
- Hu Qili
- Qiao Shi
- Yao Yilin
- Zhao Ziyang

### XIV (1992-1997)
- Jiang Zemin
- Zhu Rongji
- Li Peng
- Li Ruihuan
- Liu Huaqing
- Qiao Shi
- Hu Jintao

### XV (1997-2002)
- Jiang Zemin (presidente della Repubblica popolare cinese, segretario generale del Partito Comunista Cinese, presidente della Commissione militare centrale)
- Li Peng (presidente del comitato permanente del Congresso nazionale del popolo)
- Zhu Rongji (primo ministro del Consiglio di Stato della Repubblica Popolare Cinese)
- Li Ruihuan (presidente della Conferenza politica consultiva del popolo)
- Hu Jintao (vicepresidente della Repubblica popolare cinese, vicepresidente della Commissione militare centrale)
- Wei Jianxing (segretario della Commissione centrale per l'ispezione della disciplina)
- Li Lanqing (vice primo ministro esecutivo)

### XVI (2003-2013)
- Hu Jintao
- Wu Bangguo
- Wen Jiabao
- Jia Qinglin
- Zeng Qinghong, fino al 2007, sostituito da Xi Jinping
- Huang Ju, fino al 2007, sostituito da Li Keqiang
- Wu Guanzheng, fino al 2007, sostituito da He Guoqiang
- Li Changchun
- Luo Gan, fino al 2007, sostituito da Zhou Yongkang

Nel 2003 i membri, probabilmente per volere di Jiang Zemin e come esito di un compromesso all'interno della leadership per rafforzare la posizione di alcuni a favore di altri e bilanciare la composizione del Comitato, vennero portati a 9, dai 7 che erano originariamente.
| Ritratto                                    | Informazioni                                | Informazioni                | Posizione nel Partito | Incarico di governo                                                                                |  |
| ------------------------------------------- | ------------------------------------------- | --------------------------- | --- | -------------------------------------------------------------------------------------------------- |  |
| Hu Jintao                                   | Posizione                                   | I                           | Segretario generale del Partito Comunista Cinese Presidente della commissione militare centrale                                                                                         | Presidente della Repubblica popolare cinese Presidente della commissione militare centrale         |  |
| Hu Jintao                                   | Nome                                        | Hu Jintao                   | Segretario generale del Partito Comunista Cinese Presidente della commissione militare centrale                                                                                         | Presidente della Repubblica popolare cinese Presidente della commissione militare centrale         |  |
| Hu Jintao                                   | Luogo di nascita                            | Jiangyan, Taizhou, Jiangsu  | Segretario generale del Partito Comunista Cinese Presidente della commissione militare centrale                                                                                         | Presidente della Repubblica popolare cinese Presidente della commissione militare centrale         |  |
| Hu Jintao                                   | Collegio del Congresso nazionale del popolo | Zhejiang                    | Segretario generale del Partito Comunista Cinese Presidente della commissione militare centrale                                                                                         | Presidente della Repubblica popolare cinese Presidente della commissione militare centrale         |  |
| Hu Jintao                                   | Membro dal                                  | 19 ottobre 1992             | Segretario generale del Partito Comunista Cinese Presidente della commissione militare centrale                                                                                         | Presidente della Repubblica popolare cinese Presidente della commissione militare centrale         |  |
|                                             |                                             |                             | | |  |
| Wu Bangguo                                  | Posizione                                   | II                          | Segretario di partito del Comitato permanente del Congresso nazionale del popolo | Capo del Comitato permanente del Congresso nazionale del popolo                                    |  |
| Wu Bangguo                                  | Nome                                        | Wu Bangguo                  | Segretario di partito del Comitato permanente del Congresso nazionale del popolo | Capo del Comitato permanente del Congresso nazionale del popolo                                    |  |
| Wu Bangguo                                  | Luogo di nascita                            | Feidong, Hefei, Anhui       | Segretario di partito del Comitato permanente del Congresso nazionale del popolo | Capo del Comitato permanente del Congresso nazionale del popolo                                    |  |
| Wu Bangguo                                  | Collegio del Congresso nazionale del popolo | Anhui                       | Segretario di partito del Comitato permanente del Congresso nazionale del popolo | Capo del Comitato permanente del Congresso nazionale del popolo                                    |  |
| Wu Bangguo                                  | Membro dal                                  | 15 novembre 2002            | Segretario di partito del Comitato permanente del Congresso nazionale del popolo | Capo del Comitato permanente del Congresso nazionale del popolo                                    |  |
|                                             |                                             |                             | | |  |
| Wen Jiabao                                  | Posizione                                   | III                         | Segretario di partito del Consiglio di Stato della Repubblica Popolare Cinese | Primo Ministro del Consiglio di Stato della Repubblica Popolare Cinese                             |  |
| Wen Jiabao                                  | Nome                                        | Wen Jiabao                  | Segretario di partito del Consiglio di Stato della Repubblica Popolare Cinese | Primo Ministro del Consiglio di Stato della Repubblica Popolare Cinese                             |  |
| Wen Jiabao                                  | Luogo di nascita                            | Beichen, Tianjin            | Segretario di partito del Consiglio di Stato della Repubblica Popolare Cinese | Primo Ministro del Consiglio di Stato della Repubblica Popolare Cinese                             |  |
| Wen Jiabao                                  | Collegio del Congresso nazionale del popolo | Gansu                       | Segretario di partito del Consiglio di Stato della Repubblica Popolare Cinese | Primo Ministro del Consiglio di Stato della Repubblica Popolare Cinese                             |  |
| Wen Jiabao                                  | Membro dal                                  | 15 novembre 2002            | Segretario di partito del Consiglio di Stato della Repubblica Popolare Cinese | Primo Ministro del Consiglio di Stato della Repubblica Popolare Cinese                             |  |
|                                             |                                             |                             | | |  |
| Jia Qinglin                                 | Posizione                                   | IV                          | Segretario di partito della Conferenza politica consultiva del popolo cinese | Capo della Conferenza politica consultiva del popolo cinese                                        |  |
| Jia Qinglin                                 | Nome                                        | Jia Qinglin                 | Segretario di partito della Conferenza politica consultiva del popolo cinese | Capo della Conferenza politica consultiva del popolo cinese                                        |  |
| Jia Qinglin                                 | Luogo di nascita                            | Botou, Cangzhou, Hebei      | Segretario di partito della Conferenza politica consultiva del popolo cinese | Capo della Conferenza politica consultiva del popolo cinese                                        |  |
| Jia Qinglin                                 | Collegio del Congresso nazionale del popolo | Pechino                     | Segretario di partito della Conferenza politica consultiva del popolo cinese | Capo della Conferenza politica consultiva del popolo cinese                                        |  |
| Jia Qinglin                                 | Membro dal                                  | 15 novembre 2002            | Segretario di partito della Conferenza politica consultiva del popolo cinese | Capo della Conferenza politica consultiva del popolo cinese                                        |  |
|                                             |                                             |                             | | |  |
| Li Changchun                                | Posizione                                   | V                           | Capo della Commissione centrale di orientamento per la costruzione della civiltà spirituale del Partito Comunista Cinese (Capo dell'Ufficio di propaganda)                              | |  |
| Li Changchun                                | Nome                                        | Li Changchun                | Capo della Commissione centrale di orientamento per la costruzione della civiltà spirituale del Partito Comunista Cinese (Capo dell'Ufficio di propaganda)                              | |  |
| Li Changchun                                | Luogo di nascita                            | Dalian, Liaoning            | Capo della Commissione centrale di orientamento per la costruzione della civiltà spirituale del Partito Comunista Cinese (Capo dell'Ufficio di propaganda)                              | |  |
| Li Changchun                                | Collegio del Congresso nazionale del popolo | Sichuan                     | Capo della Commissione centrale di orientamento per la costruzione della civiltà spirituale del Partito Comunista Cinese (Capo dell'Ufficio di propaganda)                              | |  |
| Li Changchun                                | Membro dal                                  | 15 novembre 2002            | Capo della Commissione centrale di orientamento per la costruzione della civiltà spirituale del Partito Comunista Cinese (Capo dell'Ufficio di propaganda)                              | |  |
|                                             |                                             |                             | | |  |
| Xi Jinping                                  | Posizione                                   | VI                          | Primo segretario della Segreteria del Partito Comunista Cinese vicepresidente della Commissione militare centrale Presidente della Scuola Centrale Partito del Partito Comunista Cinese | Vicepresidente della Repubblica popolare cinese vicepresidente della Commissione militare centrale |  |
| Xi Jinping                                  | Nome                                        | Xi Jinping                  | Primo segretario della Segreteria del Partito Comunista Cinese vicepresidente della Commissione militare centrale Presidente della Scuola Centrale Partito del Partito Comunista Cinese | Vicepresidente della Repubblica popolare cinese vicepresidente della Commissione militare centrale |  |
| Xi Jinping                                  | Luogo di nascita                            | Xicheng, Pechino            | Primo segretario della Segreteria del Partito Comunista Cinese vicepresidente della Commissione militare centrale Presidente della Scuola Centrale Partito del Partito Comunista Cinese | Vicepresidente della Repubblica popolare cinese vicepresidente della Commissione militare centrale |  |
| Xi Jinping                                  | Collegio del Congresso nazionale del popolo | Shanghai                    | Primo segretario della Segreteria del Partito Comunista Cinese vicepresidente della Commissione militare centrale Presidente della Scuola Centrale Partito del Partito Comunista Cinese | Vicepresidente della Repubblica popolare cinese vicepresidente della Commissione militare centrale |  |
| Xi Jinping                                  | Membro dal                                  | 22 ottobre 2007             | Primo segretario della Segreteria del Partito Comunista Cinese vicepresidente della Commissione militare centrale Presidente della Scuola Centrale Partito del Partito Comunista Cinese | Vicepresidente della Repubblica popolare cinese vicepresidente della Commissione militare centrale |  |
|                                             |                                             |                             | | |  |
|                                             | Posizione                                   | VII                         | Vicesegretario di partito del Consiglio di Stato della Repubblica Popolare Cinese | Vicepremier del Consiglio di Stato della Repubblica Popolare Cinese                                |  |
| Nome                                        | Li Keqiang                                  |                             | Vicesegretario di partito del Consiglio di Stato della Repubblica Popolare Cinese | Vicepremier del Consiglio di Stato della Repubblica Popolare Cinese                                |  |
| Luogo di nascita                            | Dingyuan, Chuzhou, Anhui                    |                             | Vicesegretario di partito del Consiglio di Stato della Repubblica Popolare Cinese | Vicepremier del Consiglio di Stato della Repubblica Popolare Cinese                                |  |
| Collegio del Congresso nazionale del popolo | Liaoning                                    |                             | Vicesegretario di partito del Consiglio di Stato della Repubblica Popolare Cinese | Vicepremier del Consiglio di Stato della Repubblica Popolare Cinese                                |  |
| Membro dal                                  | 22 ottobre 2007                             |                             | Vicesegretario di partito del Consiglio di Stato della Repubblica Popolare Cinese | Vicepremier del Consiglio di Stato della Repubblica Popolare Cinese                                |  |
|                                             |                                             |                             | | |  |
| He Guoqiang                                 | Posizione                                   | VIII                        | Segretario della Commissione Centrale per il controllo disciplinare | |  |
| He Guoqiang                                 | Nome                                        | He Guoqiang                 | Segretario della Commissione Centrale per il controllo disciplinare | |  |
| He Guoqiang                                 | Luogo di nascita                            | Xiangxiang, Xiangtan, Hunan | Segretario della Commissione Centrale per il controllo disciplinare | |  |
| He Guoqiang                                 | Collegio del Congresso nazionale del popolo | Hunan                       | Segretario della Commissione Centrale per il controllo disciplinare | |  |
| He Guoqiang                                 | Membro dal                                  | 22 ottobre 2007             | Segretario della Commissione Centrale per il controllo disciplinare | |  |
|                                             |                                             |                             | | |  |
| Zhou Yongkang                               | Posizione                                   | IX                          | Segretario del Comitato per gli affari politici e legislativi | |  |
| Zhou Yongkang                               | Nome                                        | Zhou Yongkang               | Segretario del Comitato per gli affari politici e legislativi | |  |
| Zhou Yongkang                               | Luogo di nascita                            | Wuxi, Jiangsu               | Segretario del Comitato per gli affari politici e legislativi | |  |
| Zhou Yongkang                               | Collegio del Congresso nazionale del popolo | Heilongjiang                | Segretario del Comitato per gli affari politici e legislativi | |  |
| Zhou Yongkang                               | Membro dal                                  | 22 ottobre 2007             | Segretario del Comitato per gli affari politici e legislativi | |  |

### XVII (2012-2022)
| Ritratto                                    | Informazioni                                | Informazioni               | Posizione nel Partito | Incarico di governo                                                                        |  |
| ------------------------------------------- | ------------------------------------------- | -------------------------- | --- | ------------------------------------------------------------------------------------------ |  |
| Xi Jinping                                  | Posizione                                   | I                          | Segretario generale del Partito Comunista Cinese Presidente della Commissione militare centrale | Presidente della Repubblica popolare cinese Presidente della commissione militare centrale |  |
| Xi Jinping                                  | Nome                                        | Xi Jinping                 | Segretario generale del Partito Comunista Cinese Presidente della Commissione militare centrale | Presidente della Repubblica popolare cinese Presidente della commissione militare centrale |  |
| Xi Jinping                                  | Luogo di nascita                            | Xicheng, Pechino           | Segretario generale del Partito Comunista Cinese Presidente della Commissione militare centrale | Presidente della Repubblica popolare cinese Presidente della commissione militare centrale |  |
| Xi Jinping                                  | Collegio del Congresso nazionale del popolo | Shanghai                   | Segretario generale del Partito Comunista Cinese Presidente della Commissione militare centrale | Presidente della Repubblica popolare cinese Presidente della commissione militare centrale |  |
| Xi Jinping                                  | Membro dal                                  | 22 ottobre 2007            | Segretario generale del Partito Comunista Cinese Presidente della Commissione militare centrale | Presidente della Repubblica popolare cinese Presidente della commissione militare centrale |  |
|                                             |                                             |                            | |                                                                                            |  |
|                                             | Posizione                                   | II                         | Segretario di partito del Consiglio di Stato della Repubblica Popolare Cinese | Primo Ministro del Consiglio di Stato della Repubblica Popolare Cinese                     |  |
| Nome                                        | Li Keqiang                                  |                            | Segretario di partito del Consiglio di Stato della Repubblica Popolare Cinese | Primo Ministro del Consiglio di Stato della Repubblica Popolare Cinese                     |  |
| Luogo di nascita                            | Dingyuan, Chuzhou, Anhui                    |                            | Segretario di partito del Consiglio di Stato della Repubblica Popolare Cinese | Primo Ministro del Consiglio di Stato della Repubblica Popolare Cinese                     |  |
| Collegio del Congresso nazionale del popolo | Shandong                                    |                            | Segretario di partito del Consiglio di Stato della Repubblica Popolare Cinese | Primo Ministro del Consiglio di Stato della Repubblica Popolare Cinese                     |  |
| Membro dal                                  | 22 ottobre 2007                             |                            | Segretario di partito del Consiglio di Stato della Repubblica Popolare Cinese | Primo Ministro del Consiglio di Stato della Repubblica Popolare Cinese                     |  |
|                                             |                                             |                            | |                                                                                            |  |
| Xi Jinping                                  | Posizione                                   | III                        | Segretario di partito del Comitato permanente del Congresso nazionale del popolo | Presidente del Comitato permanente del Congresso nazionale del popolo                      |  |
| Xi Jinping                                  | Nome                                        | Zhang Dejiang              | Segretario di partito del Comitato permanente del Congresso nazionale del popolo | Presidente del Comitato permanente del Congresso nazionale del popolo                      |  |
| Xi Jinping                                  | Luogo di nascita                            | Anshan, Liaoning           | Segretario di partito del Comitato permanente del Congresso nazionale del popolo | Presidente del Comitato permanente del Congresso nazionale del popolo                      |  |
| Xi Jinping                                  | Collegio del Congresso nazionale del popolo | Zhejiang                   | Segretario di partito del Comitato permanente del Congresso nazionale del popolo | Presidente del Comitato permanente del Congresso nazionale del popolo                      |  |
| Xi Jinping                                  | Membro dal                                  | 15 novembre 2012           | Segretario di partito del Comitato permanente del Congresso nazionale del popolo | Presidente del Comitato permanente del Congresso nazionale del popolo                      |  |
|                                             |                                             |                            | |                                                                                            |  |
| Xi Jinping                                  | Posizione                                   | IV                         | Segretario di partito del Comitato permanente della Conferenza politica consultiva del popolo cinese | Presidente del Comitato nazionale della Conferenza politica consultiva del popolo cinese   |  |
| Xi Jinping                                  | Nome                                        | Yu Zhengsheng              | Segretario di partito del Comitato permanente della Conferenza politica consultiva del popolo cinese | Presidente del Comitato nazionale della Conferenza politica consultiva del popolo cinese   |  |
| Xi Jinping                                  | Luogo di nascita                            | Shaoxing, Zhejiang         | Segretario di partito del Comitato permanente della Conferenza politica consultiva del popolo cinese | Presidente del Comitato nazionale della Conferenza politica consultiva del popolo cinese   |  |
| Xi Jinping                                  | Collegio del Congresso nazionale del popolo | Shanghai                   | Segretario di partito del Comitato permanente della Conferenza politica consultiva del popolo cinese | Presidente del Comitato nazionale della Conferenza politica consultiva del popolo cinese   |  |
| Xi Jinping                                  | Membro dal                                  | 15 novembre 2012           | Segretario di partito del Comitato permanente della Conferenza politica consultiva del popolo cinese | Presidente del Comitato nazionale della Conferenza politica consultiva del popolo cinese   |  |
|                                             |                                             |                            | |                                                                                            |  |
| Liu Yunshan                                 | Posizione                                   | V                          | Segretario del Comitato centrale del Partito Comunista Cinese Capo della commissione centrale di orientamento per la costruzione della civiltà spirituale del Partito Comunista Cinese Presidente della Scuola centrale del Partito Comunista Cinese |                                                                                            |  |
| Liu Yunshan                                 | Nome                                        | Liu Yunshan                | Segretario del Comitato centrale del Partito Comunista Cinese Capo della commissione centrale di orientamento per la costruzione della civiltà spirituale del Partito Comunista Cinese Presidente della Scuola centrale del Partito Comunista Cinese |                                                                                            |  |
| Liu Yunshan                                 | Luogo di nascita                            | Baotou, Mongolia interna   | Segretario del Comitato centrale del Partito Comunista Cinese Capo della commissione centrale di orientamento per la costruzione della civiltà spirituale del Partito Comunista Cinese Presidente della Scuola centrale del Partito Comunista Cinese |                                                                                            |  |
| Liu Yunshan                                 | Collegio del Congresso nazionale del popolo | Mongolia interna           | Segretario del Comitato centrale del Partito Comunista Cinese Capo della commissione centrale di orientamento per la costruzione della civiltà spirituale del Partito Comunista Cinese Presidente della Scuola centrale del Partito Comunista Cinese |                                                                                            |  |
| Liu Yunshan                                 | Membro dal                                  | 15 novembre 2012           | Segretario del Comitato centrale del Partito Comunista Cinese Capo della commissione centrale di orientamento per la costruzione della civiltà spirituale del Partito Comunista Cinese Presidente della Scuola centrale del Partito Comunista Cinese |                                                                                            |  |
|                                             |                                             |                            | |                                                                                            |  |
|                                             | Posizione                                   | VI                         | Segretario della Commissione Centrale per l'Ispezione Disciplinare |                                                                                            |  |
| Nome                                        | Wang Qishan                                 |                            | Segretario della Commissione Centrale per l'Ispezione Disciplinare |                                                                                            |  |
| Luogo di nascita                            | Datong, Shanxi                              |                            | Segretario della Commissione Centrale per l'Ispezione Disciplinare |                                                                                            |  |
| Collegio del Congresso nazionale del popolo | Pechino                                     |                            | Segretario della Commissione Centrale per l'Ispezione Disciplinare |                                                                                            |  |
| Membro dal                                  | 15 novembre 2012                            |                            | Segretario della Commissione Centrale per l'Ispezione Disciplinare |                                                                                            |  |
|                                             |                                             |                            | |                                                                                            |  |
| Zhang Gaoli                                 | Posizione                                   | VII                        | |                                                                                            |  |
| Zhang Gaoli                                 | Nome                                        | Zhang Gaoli                | |                                                                                            |  |
| Zhang Gaoli                                 | Luogo di nascita                            | Jinjiang, Quanzhou, Fujian | |                                                                                            |  |
| Zhang Gaoli                                 | Collegio del Congresso nazionale del popolo | Tianjin                    | |                                                                                            |  |
| Zhang Gaoli                                 | Membro dal                                  | 15 novembre 2012           | |                                                                                            |  |
|                                             |                                             |                            | |                                                                                            |  |